# Trà Vinh (provincie)
Trà Vinh is een provincie van Vietnam. Trà Vinh telt 965.712 inwoners op een oppervlakte van 2369 km². De provincie is in 1991 ontstaan, nadat de voormalige provincie Cửu Long werd gesplitst in Vĩnh Long en Trà Vinh.

## Districten
Trà Vinh is onderverdeeld in een stad (Trà Vinh) en zeven districten:
- Càng Long
- Châu Thành
- Cầu Kè
- Tiểu Cần
- Cầu Ngang
- Trà Cú
- Duyên Hải